# Belonion
Belonion és un gènere de peixos pertanyent a la família dels belònids i a l'ordre dels beloniformes.

## Etimologia
Belonion deriva del grec belone ('agulla') i es refereix a qualsevol peix amb el musell punxegut. També al·ludeix a Pierre Belon (1517-1564), un zoòleg francès que fou professor al Collège de France i autor de L'Histoire naturelle des estranges poissons marins avec la vraie peincture et description du Dauphin et de plusieurs autres de son espèce observée par Pierre Belon du Mans (1551).

## Hàbitat i distribució geogràfica
Es troba a Sud-amèrica: les conques dels rius Guaporé (conca de l'Amazones), Atabapo (conca de l'Orinoco), Negro i Madeira a Bolívia, Veneçuela i el Brasil.

## Cladograma
| Belonion (Collette, 1966) | \| \| Belonion apodion (Collette, 1966)[15] \| \| \| \| \| \| Belonion dibranchodon (Collette, 1966)[15][16][17][18] \| \| \| \| |
|                           | \| \| Belonion apodion (Collette, 1966)[15] \| \| \| \| \| \| Belonion dibranchodon (Collette, 1966)[15][16][17][18] \| \| \| \| |
|                           | Ablennes |
|                           | |
|                           | Belone |
|                           | |
|                           | Petalichthys |
|                           | |
|                           | Platybelone |
|                           | |
|                           | Potamorrhaphis |
|                           | |
|                           | Pseudotylosurus |
|                           | |
|                           | Strongylura |
|                           | |
|                           | Tylosurus |
|                           | |
|                           | Xenentodon |
|                           | |
|                           | Belonion apodion (Collette, 1966)                                                                                                |
|                           | |
|                           | Belonion dibranchodon (Collette, 1966)                                                                                           |
|                           | |

|  | Belonion apodion (Collette, 1966)      |
|  |                                        |
|  | Belonion dibranchodon (Collette, 1966) |
|  |                                        |